# Рязановы
Рязановы — российские купцы-старообрядцы, занимались добычей золота. С 1801 года — купцы первой гильдии. До 1846 представители династии носили фамилию Резановы, при этом их не следует путать с одноимённым дворянским родом.

## История династии
Родоначальник — Степан Кириллович Рязанов, крестьянин из села Шарташ, где он жил с матерью Ульяной Ивановной. Эти имена мы знаем благодаря имевшей место в 1735 году переписи старообрядцев.
Сын Степана Меркурий (1741—1814) стоял у истоков семейного богатства. Он смог перейти из 3-й купеческой гильдии во 2-ю, стал вести дела в Екатеринбурге. Являлся купеческим старостой с 1781 по 1782 и был городским главой Екатеринбурга с 1787 по 1790 год. Совершал по торговым делам поездки в Казань, Нижний Новгород, Москву, Санкт-Петербург. Случалось ему, правда, бывать и под следствием — один раз в молодости за старообрядчество, второй, уже в зрелости, за наём на работу беглых. А в 1801 Меркурий Степанович Рязанов с сыновьями Петром, Терентием, Василием и Якимом были записаны в купечество 1-й, высшей гильдии.
Пётр Рязанов, сын Меркурия и купец 2-й гильдии, построил салотопенный завод. К концу XVIII века Рязановы смогли стать крупнейшими в Екатеринбурге производителями так необходимых для производства свечей, мыла, сукна и фармацевтических препаратов того времени животных жиров. Этот бизнес был тогда очень прибыльным. Салотопенных завода у купцов было уже два, также они поставляли железо на пристани и камень для горнов на заводы. Вместе с другими крупными купцами и заводчиками, такими, как Ф. Ф. Казанцев, Л. М. Тарасов, Г. Ф. Зотов, П. Я. Харитонов, Е. А. Китаев, Г. И. Полузадов, Рязановы руководили огромной, включавшей до 150 000 одних только лиц мужского пола, общиной уральских и сибирских старообрядцев (имевших священство). Они даже пытались облегчить положение старообрядцев и содействовать легализации их уральских общин в правовом поле Российской империи, в этом направлении много, но безуспешно, так как его предложения были в конце концов отклонены властями, хлопотал Яким (Иоаким) Рязанов. Однако в конце 1830-х — начале 1840-х годов Рязановы всё же присоединились к единоверию, то есть, сохраняя «древний» старообрядческий уклад и особенности службы стали признавать иерархию официального православия.
Вместе с другими купцами (Баландиными и И. С. Верходановым) искали в Сибири золото, для чего организовывали экспедиции. В результате удалось открыть ряд месторождений, богатейшим из которых стало Кундустуюльское (1832). Рязановы занялись разработкой месторождений золота на Северном и Южном Урале, в Оренбургской губернии.
Играли роль представители династии не только в полуподпольном старообрядческом, но и в «официальном» местном самоуправлении. С 1788 по 1867 пятеро Рязановых восемь раз становились городскими головами (то есть мэрами) Екатеринбурга.
Наиболее знаменитыми представителями рода стали Аникий Терентьевич и Яким (Иоаким) Меркурьевич. Последний был склонен как к предпринимательству, так и к мотовству, неоднократно он закладывал свой дом на берегу Исети, чтобы вылезти из долгов. Однажды Яким даже на продолжительный период «вылетел» из купцов в мещане. 
Свадьба в 1847 году дочки Аникия Терентьевича с сыном Т. П. Зотова запомнилась в народе как «зотовская свадьба», которая длилась целый год, с раздариванием тканей и пусканием на прохожих медведей и собак. Эта городская легенда была зафиксирована Дмитрием Наркисовичем Маминым-Сибиряком в 1880-х годах, современники же описывали продолжительность свадьбы как сопоставимую с обычной.
Их потомки, однако, оказались менее яркими личностями и постепенно свернули коммерческую деятельность. В 1880-е годы Рязановы вышли из купечества.

## Память о Рязановых в Екатеринбурге

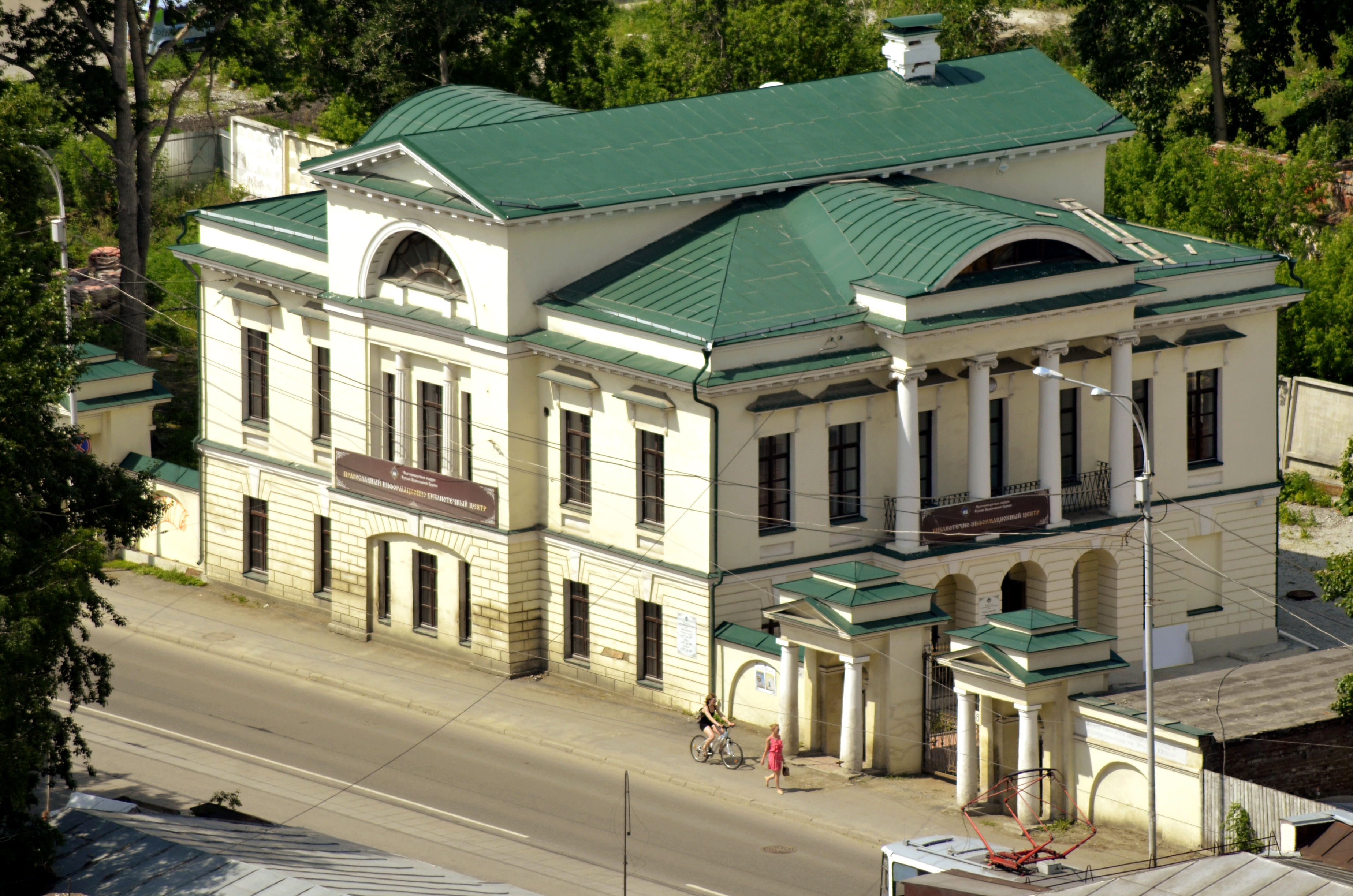
Малая усадьба Рязановых (ул. Куйбышева, 63)

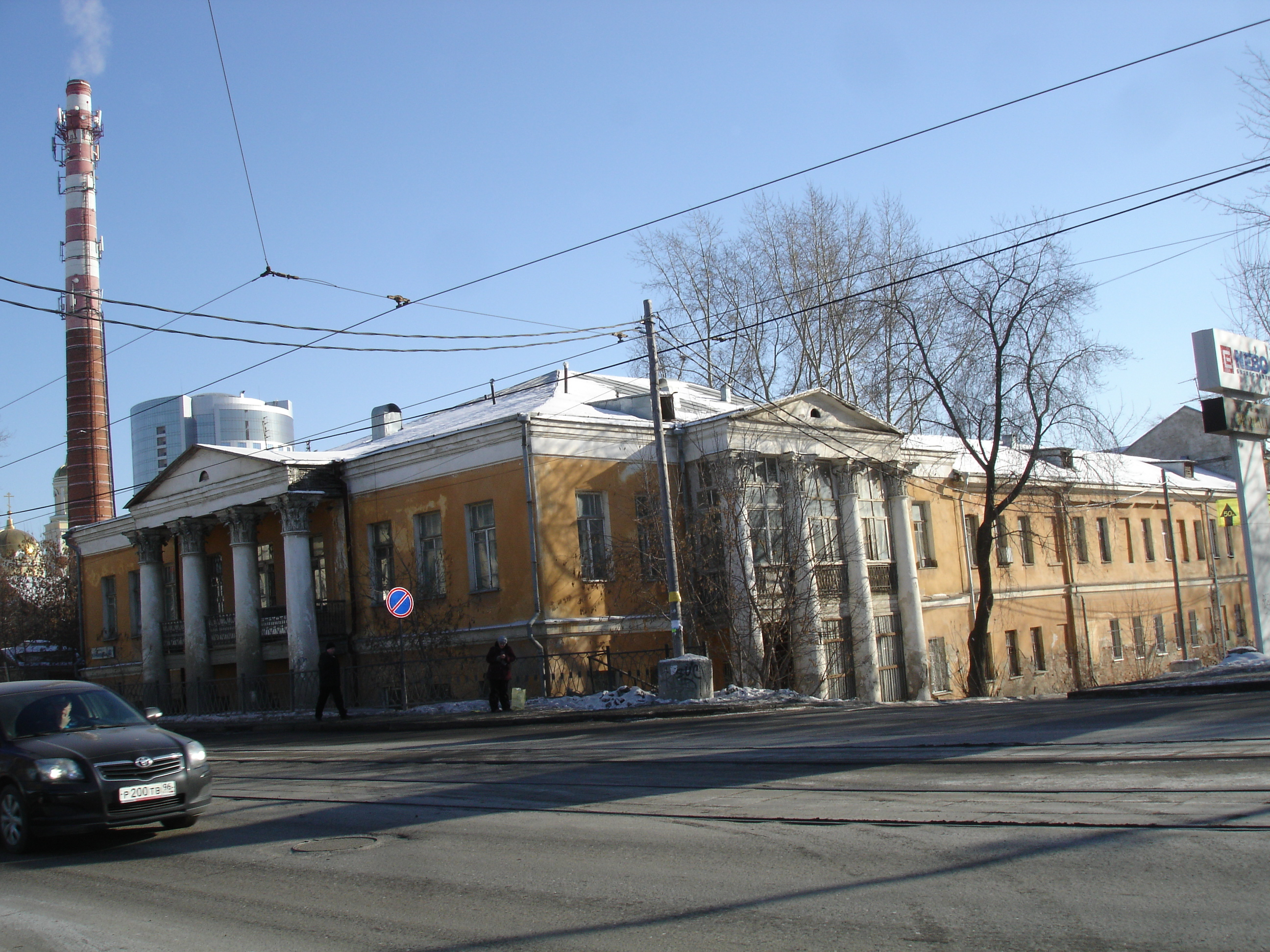
Большая усадьба Рязановых (ул. Куйбышева, 40)

В честь Рязановых в Екатеринбурге назывались или называются ряд городских объектов. Это Рязановская улица (позже Архиерейская, ныне Чапаева), Рязановское старообрядческое кладбище в конце улицы Васенцовской (было снесено), Рязановская церковь (позже Иоанно-Златоустовская, потом Свято-Троицкая), Рязановская больница (находилась близ Рязановского кладбища, снесена в XXI веке), «Рязановские дома» № 40 и № 63 по Сибирскому проспекту и другие. Есть сведения о существовании в прошлом подземных ходов между владениями Рязановых.
Недалеко от цирка и синагоги стоит усадьба Рязановых с флигелем и конюшнями (снесены в XXI веке), построенная разными архитекторами и служившая домом членам династии до 1917 года. В советское время в усадьбе находились разные организации, со времён войны она отдана под квартиры. Парк превратился в пустырь, который затем был застроен, поднятие уровня улицы «притопило» первый этаж дома в землю. Состояние здания с колоннами плохое, памятник нуждается в ремонте. Строили его 35 лет с 1815 по 1850 год. В современном Екатеринбурге ходят слухи об обнаружении в здании клада и о том, что под ним был найден подземный ход (некое подземное помещение было действительно обнаружено при демонтаже конюшен).
Связана большая усадьба в основном с Терентием Меркурьевичем и его сыном Аникием Терентьевичем Рязановыми (Мамин-Сибиряк называл его «Первый король золотого дела»). Скончался Аникий в 1857, не успев реализовать свой план по открытию в городе богадельни. Его жена, однако, продолжила дело мужа и построила в Екатеринбурге первую больницу.
Дом на углу Декабристов и Розы Люксембург, где до революции располагался первый екатеринбургский роддом, тоже приписывают Рязановым.

## Дерево
- Степан Кириллович Рязанов, крестьянин
  - Меркурий Степанович Рязанов, купец 1-й гильдии, городской голова
    - Пётр Меркурьевич Рязанов, купец 1-й гильдии
      - Евдокия Петровна Рязанова 
        - Гавриил Фомич Казанцев, купец 1-й гильдии, городской голова 
          - Владимир Гаврилович Казанцев, художник
          - Гавриил Гавриилович Казанцев, городской голова

    - Терентий Меркурьевич Рязанов, купец 1-й гильдии
      - Аникий Терентьевич Рязанов, купец 1-й гильдии, городской голова
        - Иван Аникиевич Рязанов, городской голова

    - Василий Меркурьевич Рязанов, купец 1-й гильдии
    - Яким Меркурьевич Рязанов, купец 1-й гильдии, городской голова
      - Иван Якимович Рязанов, купец 1-й гильдии, городской голова
      - Александр Якимович Рязанов, купец